# ラインバーンGT8S形電車
GT8Sは、ドイツの大都市・デュッセルドルフおよび周辺各都市を結ぶ電気鉄道（路面電車、シュタットバーン）に導入された電車。従来の車両から各部の近代化が図られた3車体連接車で、ポーランド各都市への譲渡も行われている。

## 概要
1960年代、モータリーゼーションの進行により道路の混雑が激化したドイツの各都市では、路面電車の定時制や輸送力の確保を目的に併用軌道を地下トンネルへ移し高規格化を行うシュタットバーンの計画が進行しており、デュッセルドルフでも1975年から市内中心部の路線のシュタットバーン化工事が始まった。これに先立ち、同区間に適した車両として導入が実施されたのが、地元のデュッセルドルフ車両製造（→デュワグ）が製造した3車体連接車のGT8Sである。形式名は「シュタットバーン向け（Stadtbahnbauart）連接車（GelenkTriebwagen）・車軸数8」という意味を持つ。
ライン川鉄道会社（Rheinische Bahngesellschaft AG、現：ラインバーン）によって運営されていたデュッセルドルフ市内の路面電車や近接する各都市を結ぶ都市間電車には、1950年代初頭からデュッセルドルフ車両製造会社製の電車、通称「デュワグカー」が導入され、1956年以降は更に収容力を増やした連接車の大量生産が行われていた。GT8S形はこれらの車両を基に改良を加えたマンハイム形と呼ばれる車種で、以下のような設計変更が行われている。
- 運転台・乗降扉の配置 - 従来のデュワグカーはループ線が終端に存在する路線での運用を前提としていたため、運転台は片側にのみ存在し、デュッセルドルフ市内の系統で使用されていた車両については乗降扉も車体右側のみに設置されていた。一方、GT8Sはそのような設備を導入しないシュタットバーンでの運用を想定した両運転台車両で、乗降扉も左右両側に設置されている。この特徴を活かし、進行方向左側にプラットホームがある系統や工事でループ線が使用できない場合にはGT8Sが優先的に使用されていた。
- 窓の大型化、方向幕の変更 - マンハイム形は従来のデュワグカーと比べて前面・側面共に窓が大型化しているのが特徴の1つで、それに伴い方向幕の位置も上部に移設されている他、側面にも方向幕が増設され利用客の情報視認性が向上している。
- 自動音声装置の設置
- 制御装置の変更 - 制御方式は従来のデュワグカーと同様の抵抗制御方式だが、デュワグカーに用いられたカム軸に代わり、GT8Sは電磁開閉器が用いられている。
- 新塗装の採用 - GT8Sには、今後のデュッセルドルフにおける都市間電車向けの新デザインとして、赤と白を基調とした塗装が採用された。この塗装は、後述する地下区間の本格開通に合わせて導入されたB80Dにも継続して用いられている。

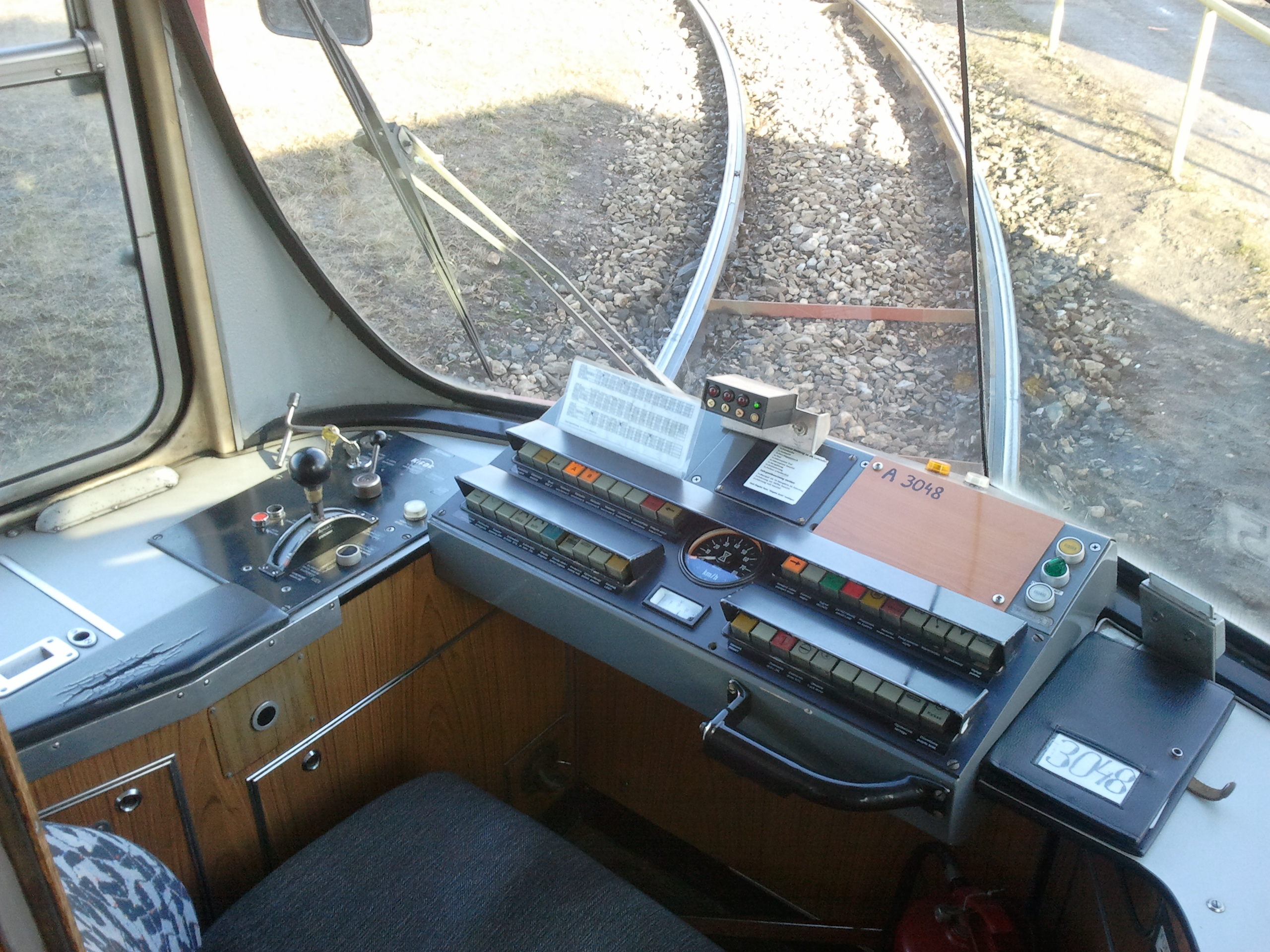
運転台（ポズナン）
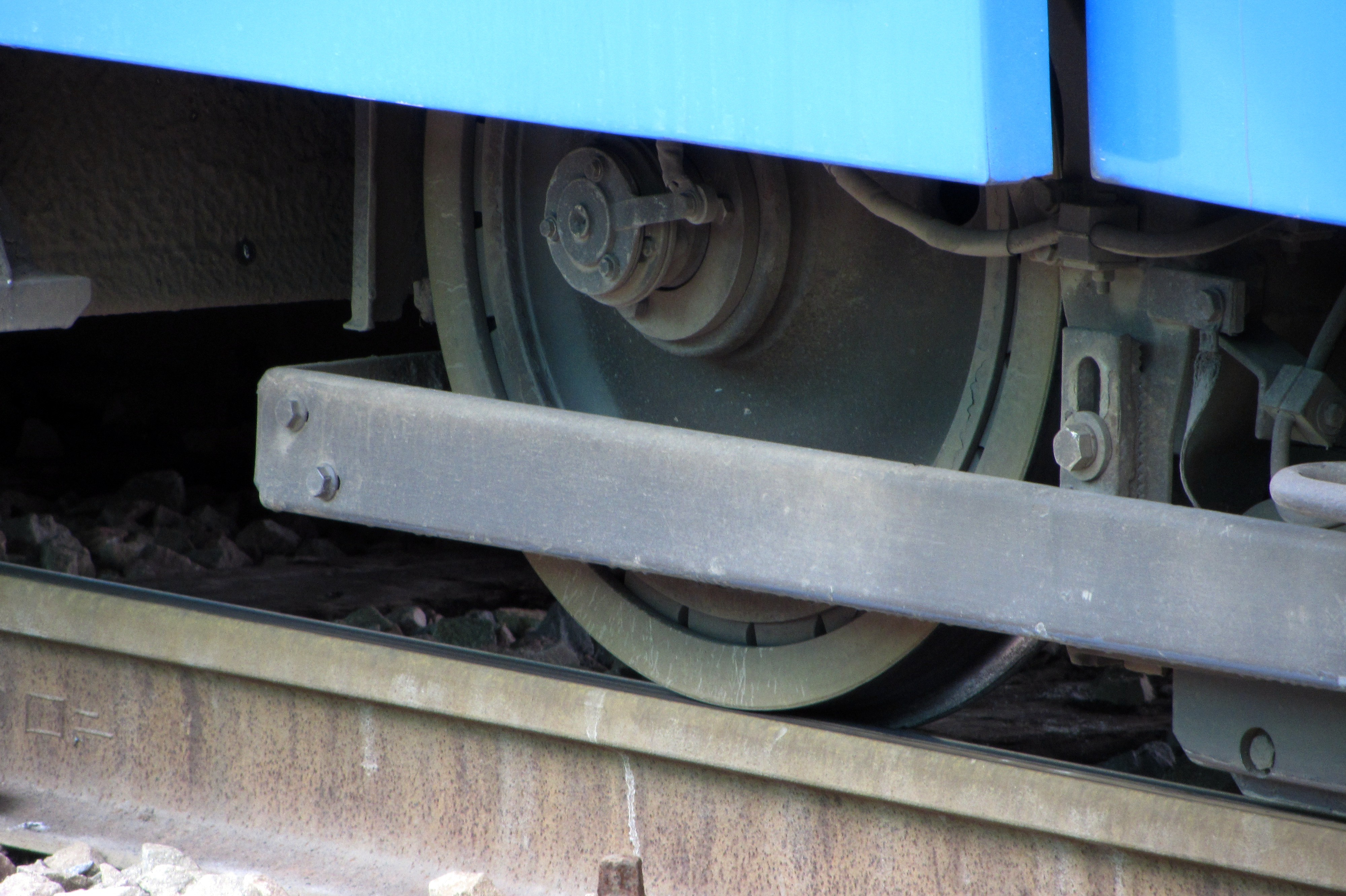
台車（ポズナン）

## 運用
GT8Sは1973年から製造が始まり、1975年までに69両が導入された。そのうち65両（3001 - 3065）は通常の運行に使用される一般車両であった一方、4両（3101 - 3104）についてはデュイスブルク方面向けの食堂車として製造され、車内には調理室やテーブル付きの座席などの供食設備が設置されていた。これらの車両は都市間系統へ重点的に導入され、同系統で運行していたデュワグカーはデュッセルドルフ市内の系統へと転属した。
その後、工事が進んでいた地下区間は1981年から本格的な営業運転を開始したが、これらの区間は高速運転を行う関係からプラットホームが高い位置に設置されていた。そのため、大型の新型車両（B80D）と共に地下区間で使用される事となったGT8Sについては乗降扉がプラットホームに合わせた位置に変更され、下部には従来の低床式プラットホームに対応したステップが設置された。この改造を受けた車両はGT8SUに形式名も改められ、1980年から1984年にかけて40両が改造を受けた。その際に通常の運行に用いられる車両については車両番号の変更（3001 - 3036→3201 - 3236）が行われた一方、供食設備を有する3100番台（3101 - 3104）はそのままの番号が維持された。また、改造を受けなかった残りの29両（3037 - 3065）については都市間系統から撤退し、以降はデュッセルドルフ市内での限定運用となった。
両者とも長年に渡って主力車両として使用されていたが、未改造の29両については超低床電車のNF8Uの導入に伴い2009年から運用を離脱し、次項で述べるようにポーランドへの売却が実施され、最後の車両は2011年6月10日をもってデュッセルドルフでの運用を終了した。一方、地下区間向けの改造を受けたGT8SUについては以降も継続してデュッセルドルフ及び周辺都市向けの都市間系統で使用されており、2019年時点でも30両が在籍するが、これらの車両についても将来的に新型電車へ置き換えられる事が決定している。

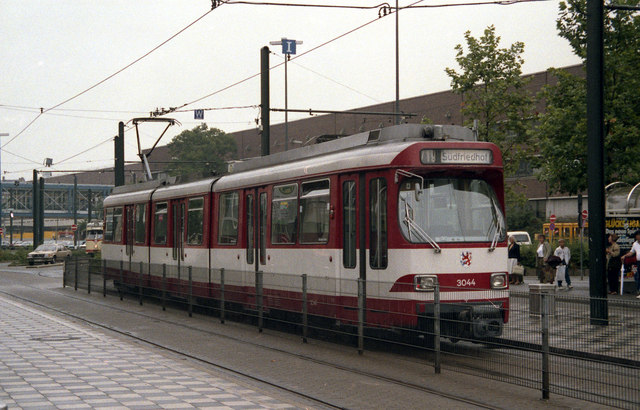
GT8S（1991年撮影）
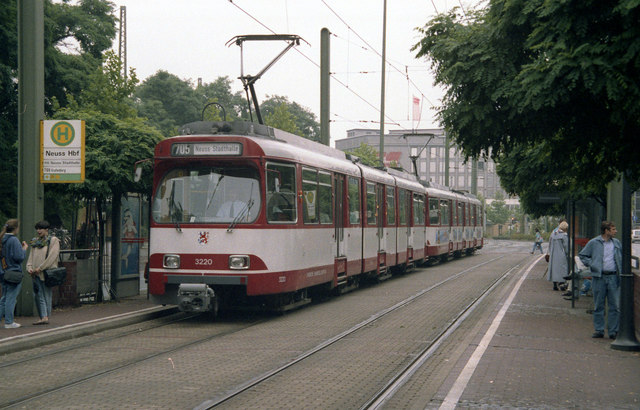
GT8SU（1991年撮影）
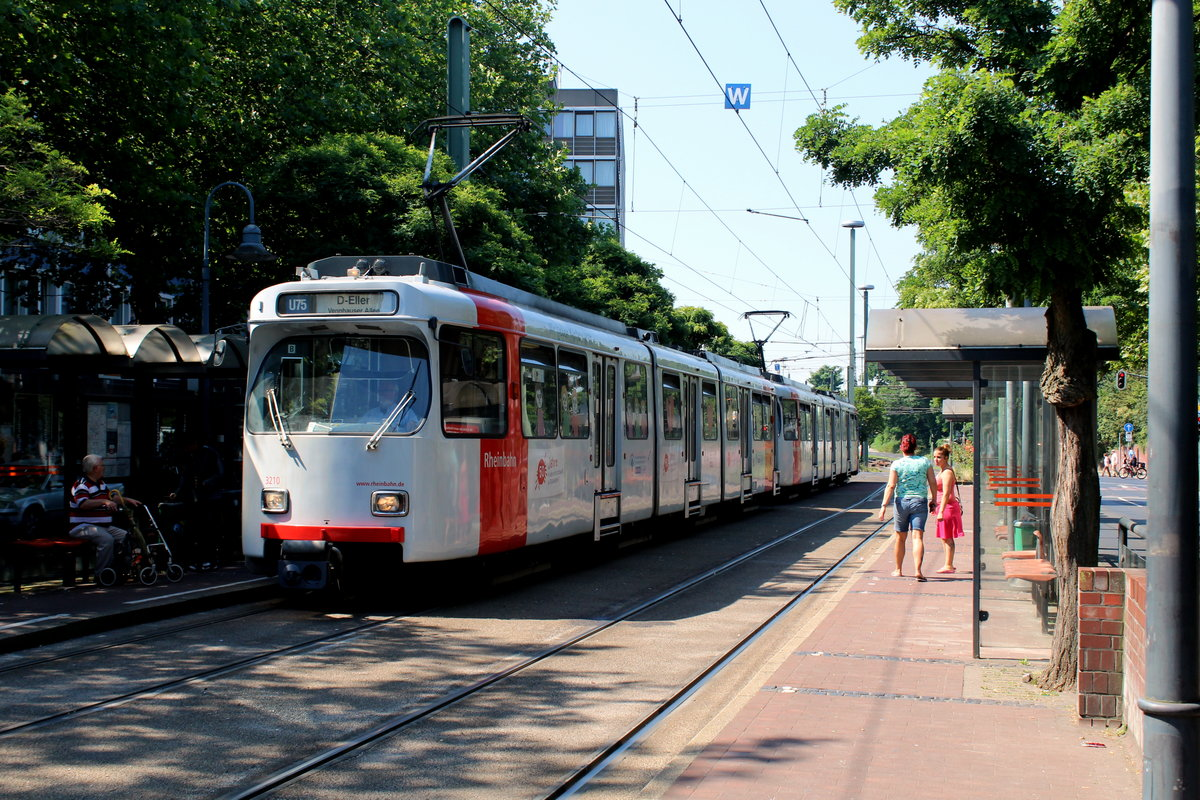
GT8SU（新塗装、2016年撮影）

## ポーランドでの運用
前述の通り、デュッセルドルフでの運用から撤退したステップ未改造のGT8S形・29両（3037 - 3065）については全車ともポーランドのクラクフ市電（クラクフ）への譲渡が行われ、2009年から使用が行われている。同市電での運用に合わせて塗装が青と白を基調としたものに変更されている他、中間車体を新造品の低床車体に交換することによるバリアフリーへの対応、運転台および前面のデザインなどの更新が実施されたGT8Nに改造されている。更にそのうち4両（RF310 - RF313）については制御装置についても電機子チョッパ制御方式のものへの交換が行われている。
これらのクラクフ市電へ譲渡された車両のうち、最後にデュッセルドルフからの譲渡が実施された6両については、一部区間の工事に伴い両運転台車両の必要が生じたポズナン市電（ポズナン）へ一時的に貸し出され、デュッセルドルフ時代の姿のまま2011年から2012年まで使用された。その後は他車と同様の改造や塗装変更を受けた上でクラクフ市電へ再譲渡されている。
また、クラクフ市電には2022年以降ラインバーンで廃車となったGT8SUの譲渡も行われており、高床車体のステップの再設置に加えてGT8Sと同様の改造が行われ、順次運用に就いている。

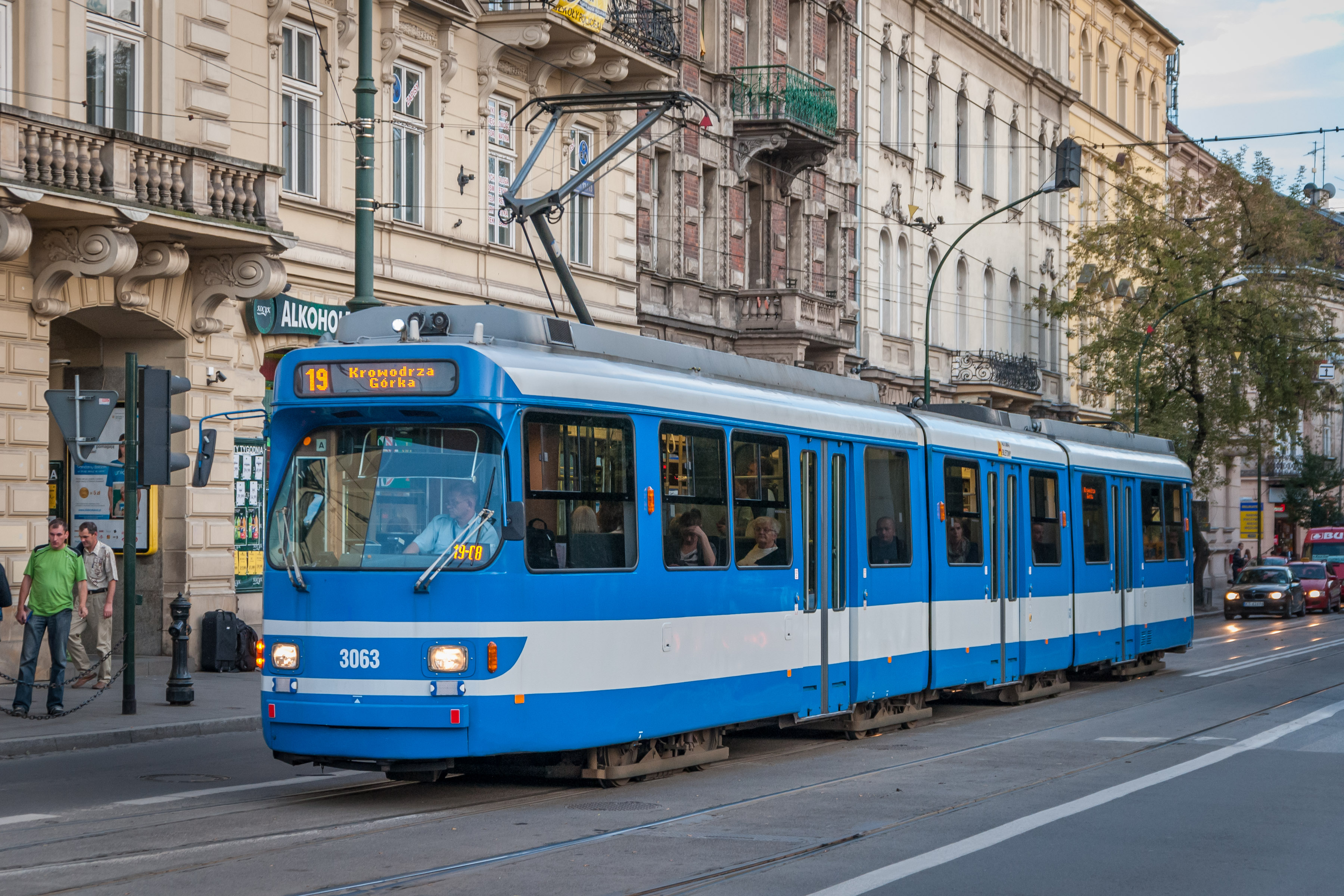
クラクフ市電に譲渡されたGT8S（2012年撮影）
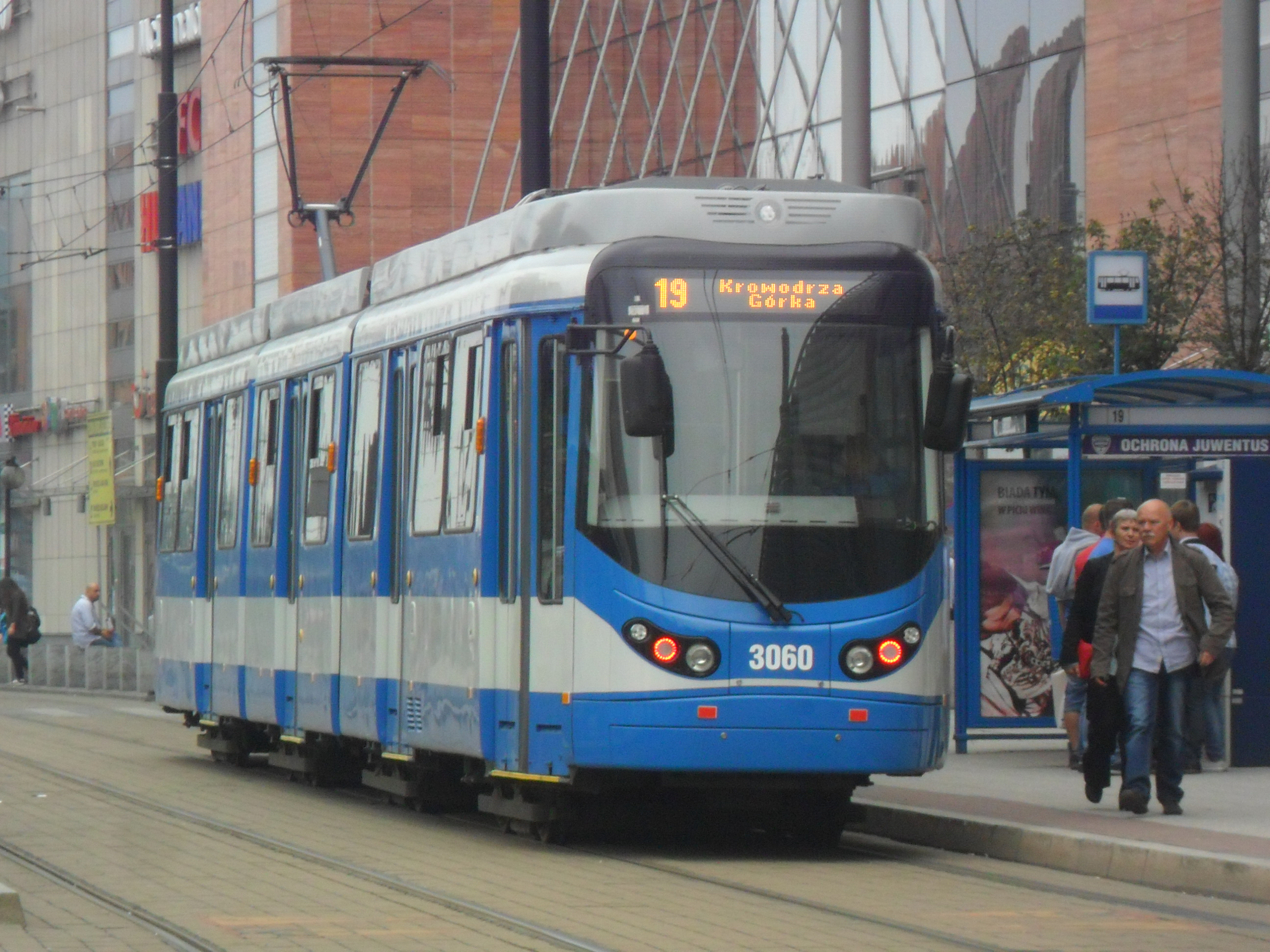
前面の更新のみが行われたクラクフ市電のGT8S（2012年撮影）
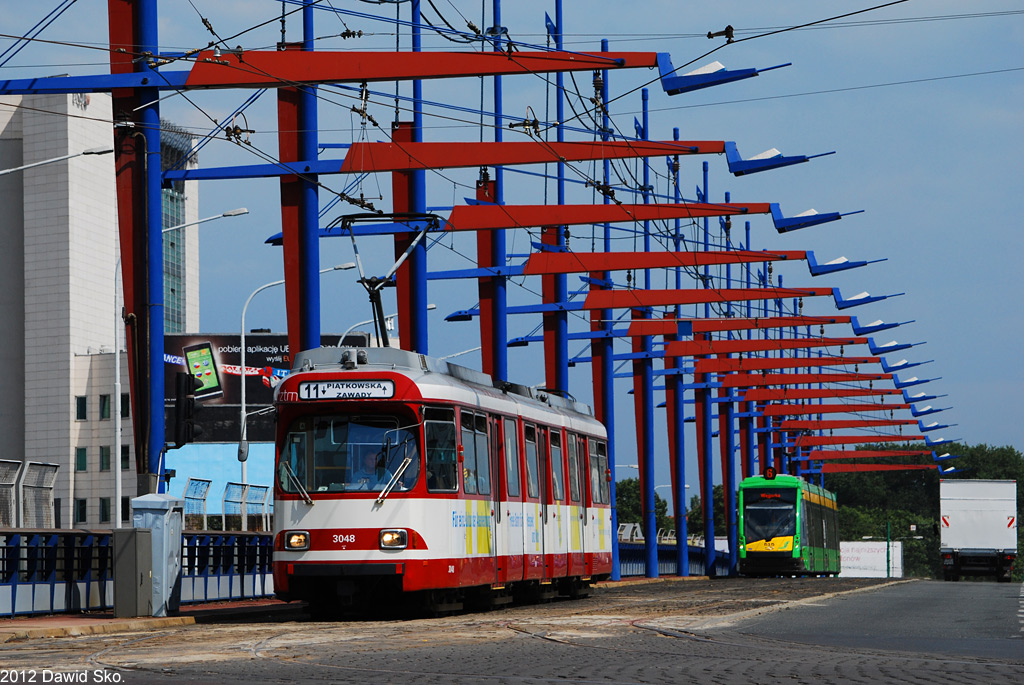
ポズナン市電で一時的に使用されたGT8S（2012年撮影）